# 後藤伸也
後藤 伸也（ごとう しんや、1982年9月6日 - ）は、宮城県登米市出身の元プロ野球選手（投手）。

## 来歴・人物
小学4年の時に野球を始め、中学1年から投手となる。東北高校では2年次に選抜高校野球に外野手として出場。秋からはエースとなり、渡辺雅弘とのバッテリーで県大会優勝、東北大会では準々決勝で光星学院に延長11回サヨナラ負け。2000年の春季県大会の仙台育英高戦で17奪三振を記録し、春の東北大会も制した。夏は決勝で仙台育英高に敗退。同年のドラフト会議にて3位で横浜ベイスターズに指名された。ダイエーに指名された加藤暁彦は高校時代のチームメイト。
2001年10月11日の中日ドラゴンズ戦で初登板を果たす。翌2002年8月4日の中日戦でプロ初勝利を挙げる。同年は、2勝を挙げた。
2003年も一軍で起用され、順調かと思われたが2004年はガングリオンの摘出手術を受けた影響で一軍登板はなかった。以後は、手術の影響もあり、ファームでも打ち込まれるなど精彩を欠いた。
2005年も一軍登板がなく、ファームでは13試合に登板したが投球イニングは前年から約半分、防御率9.91と成績が落ちた。この年以降は球速よりも変化球で勝負するタイプへ変化していった。しかし、これといった決め球がなく投球が単調になり打ち込まれるというパターンが続いた。そのためファームでも安定した防御率を残せず、一軍昇格は見送られ続けた。この頃から同じ右腕投手の秦裕二、山口俊らが新戦力として台頭してきたため、影が薄くなることとなった。 
2007年はファームでも10試合の登板で防御率10.54という成績しか残せず、4年連続で一軍登板がなかった。10月に戦力外通告を受け現役を引退。引退後は球団職員として引き続き横浜に在籍することとなった。
2008年から総務部、2013年からは育成担当兼ファーム用具担当として勤務している。

## 選手としての特徴
最速152km/hのストレートとスライダーやチェンジアップなどの変化球を投げる。

## 詳細情報

### 年度別投手成績
| 年 度     | 球 団     | 登 板 | 先 発 | 完 投 | 完 封 | 無 四 球 | 勝 利 | 敗 戦 | セ 丨 ブ | ホ 丨 ル ド | 勝 率 | 打 者 | 投 球 回 | 被 安 打 | 被 本 塁 打 | 与 四 球 | 敬 遠 | 与 死 球 | 奪 三 振 | 暴 投 | ボ 丨 ク | 失 点 | 自 責 点 | 防 御 率 | W H I P |
| --------- | --------- | ----- | ----- | ----- | ----- | -------- | ----- | ----- | -------- | ----------- | ----- | ----- | -------- | -------- | ----------- | -------- | ----- | -------- | -------- | ----- | -------- | ----- | -------- | -------- | ------- |
| 2001      | 横浜      | 1     | 0     | 0     | 0     | 0        | 0     | 0     | 0        | --          | ----  | 2     | 0.2      | 0        | 0           | 0        | 0     | 0        | 1        | 0     | 0        | 0     | 0        | 0.00     | 0.00    |
| 2002      | 横浜      | 8     | 5     | 0     | 0     | 0        | 2     | 1     | 0        | --          | .667  | 140   | 28.0     | 42       | 7           | 16       | 1     | 1        | 20       | 1     | 0        | 21    | 21       | 6.75     | 2.07    |
| 2003      | 横浜      | 4     | 3     | 0     | 0     | 0        | 0     | 3     | 0        | --          | .000  | 68    | 15.0     | 20       | 4           | 6        | 0     | 0        | 5        | 1     | 0        | 13    | 13       | 7.80     | 1.73    |
| 通算：3年 | 通算：3年 | 13    | 8     | 0     | 0     | 0        | 2     | 4     | 0        | --          | .333  | 210   | 43.2     | 62       | 11          | 22       | 1     | 1        | 26       | 2     | 0        | 34    | 34       | 7.01     | 1.92    |

### 記録
- 初登板：2001年10月11日、対中日ドラゴンズ28回戦（横浜スタジアム）、9回表に7番手で救援登板、2/3回無失点
- 初奪三振：同上、9回表に大西崇之から
- 初先発：2002年5月16日、対阪神タイガース9回戦（横浜スタジアム）、4回1/3を4失点で敗戦投手
- 初勝利・初先発勝利：2002年8月4日、対中日ドラゴンズ17回戦（横浜スタジアム）、5回1失点

### 背番号
- 48 （2001年 - 2007年）